# ポツダム空襲

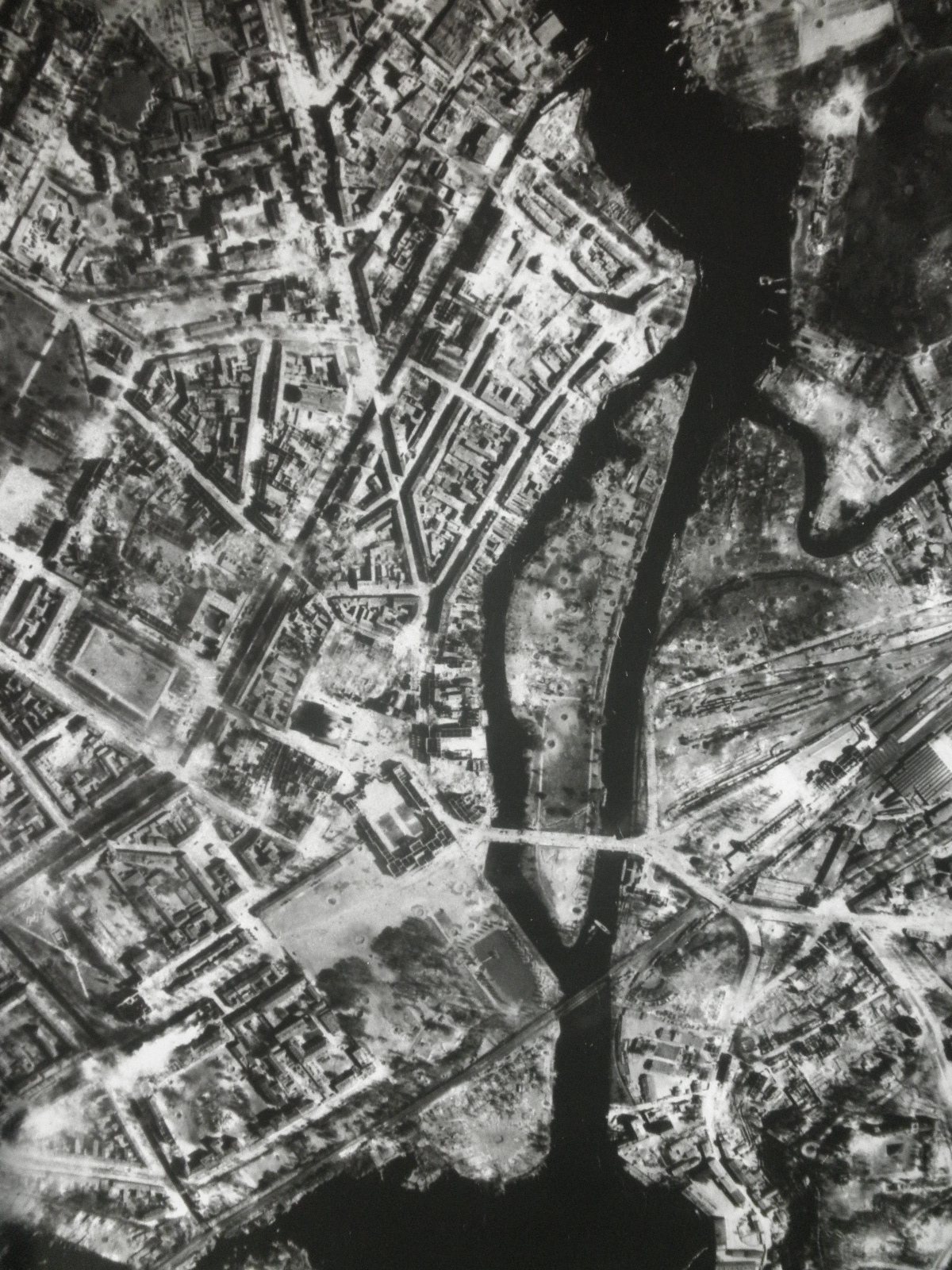
ポツダム空襲後の空撮（2016年7月のアルターマルクト展示館での展示）

ポツダム空襲（ポツダムくうしゅう）は1945年4月14日深夜から翌4月15日未明にかけて、ドイツ国プロイセン州のポツダムに対して連合軍が実施した空襲。4月14日夜にイギリス空軍のランカスター重爆撃機490機が飛来して22時16分から爆撃が始まり、約1,700トンの爆弾や焼夷弾が投下された。爆撃またはその後発生した火災で1,593人が死亡、市内中心部の建物 約1,000棟が完全に破壊され、約60,000人が家を失った。ドイツでは「ポツダムの夜（独: Nacht von Potsdam）」とも呼ばれる。 

## 概要
連合軍の主要目標は旧市街にあったポツダム中央駅とされていたが、標的としては軍事的重要性に欠けるものであった。使用された焼夷弾の量や、駅が4発の曳光弾でマーキングされた標的エリアの端にあったことから、むしろ旧市街の破壊を意図していたと考える方が自然である。これは、1990年以降に公開されたイギリス空軍の内部文書で主目標はポツダム旧市街だと書かれていたことで裏付けられた。ポツダム旧市街の南部および東部の大部分とブラウハウスベルクの北東部の被害が最大であった。フリードリヒ1世のポツダム王宮や衛戍教会など、市内の主だった建物は軒並み全焼、完全に倒壊したが、サンスーシ宮殿は無事だった。火の手はベルリン郊外にもおよび、バーベルスベルクの一部も被害を受けた。ブラウハウスベルクにあった帝国公文書館も全焼し、貴重な資料の多くが失われた。ポツダム市街中心部とベルリン郊外の建物の最大97％が破壊された。バーベルスベルクは比較的被害が軽かったが、それでも建物の23%が全半焼した。 
貴重な建物のいくつかは「ポツダムの夜」の災禍でも焼け残ったが、大きく損傷した。このうち聖ニコライ教会と旧市庁舎、アルターマルクト広場は戦後復元されたが、旧市街東の聖霊教会と王立劇場、ブライテン通りにあった戦災孤児院のモノプテロは取り壊された。 
ポツダム空襲の後もポツダムの破壊は続いた。連合軍がベルリンに迫るとポツダムは「要塞」に指定され、総統官邸に集まる国防軍最高司令部は4月22日に退去命令が出たが、残るヨーゼフ・ゲッベルスによって死守が厳命された（ベルリンの戦い）。ポツダムは4月24日にソビエト軍の砲撃に曝され、ポツダム空襲を生き延びた建物や焼け残った建物も破壊された。
2006年4月14日にはナウエン門でポツダム空襲を記憶する記念集会が催された。また、新墓地には大きな記念碑が建てられている。

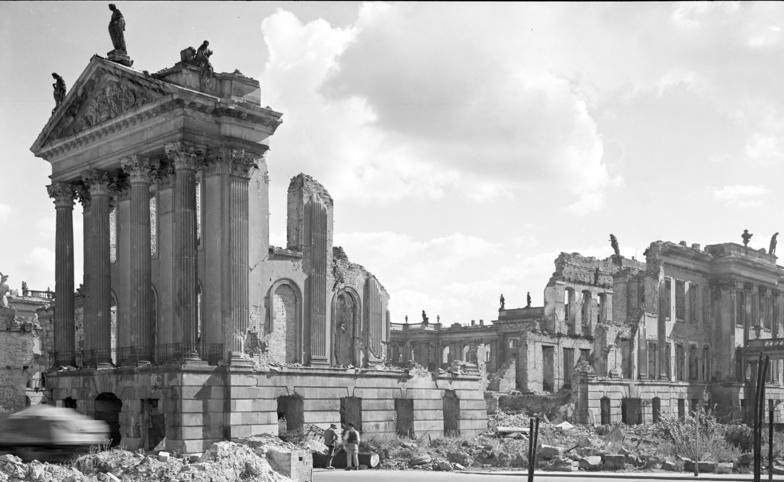
破壊されたポツダム王宮
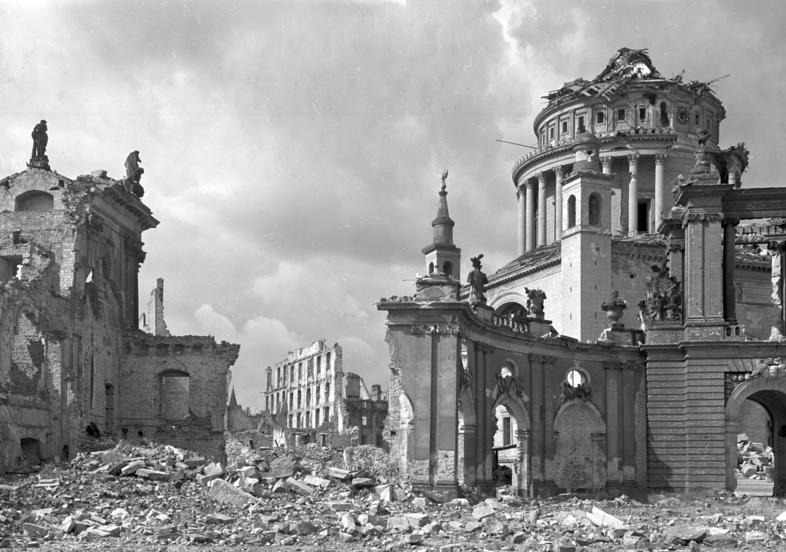
聖ニコライ教会
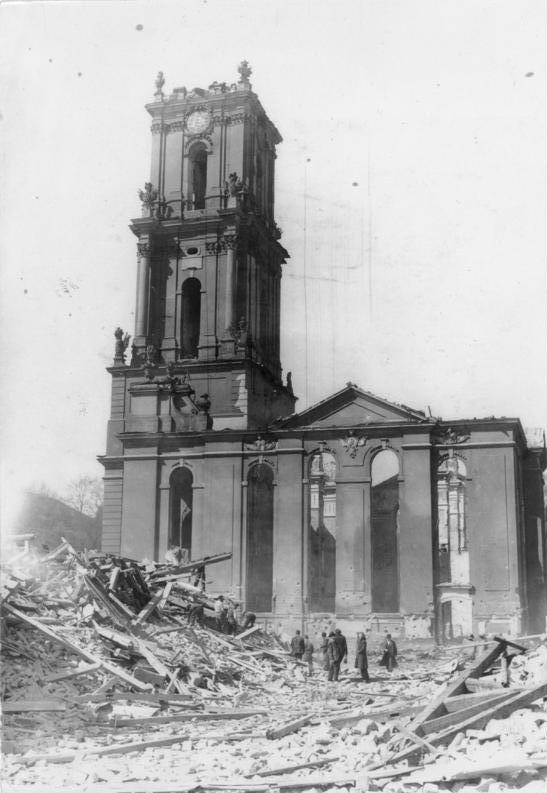
衛戍教会

## 関連文献
- Dieter Schulte, Hartmut Knitter: Potsdam im Bild der Geschichte, Teil 1, Von den Anfängen bis zum Jahre 1945. Hrsg.: Direktion des Bezirksmuseums Potsdam 1979.